# Мустафино (Стерлибашевский район)
Муста́фино (баш. Мостафа) — деревня в Стерлибашевском районе Республики Башкортостан Российской Федерации. Входит в состав Аллагуватского сельсовета.

## География

### Географическое положение
Находится на берегу реки Ашкадар.
Расстояние до:
- районного центра (Стерлибашево): 38 км,
- центра сельсовета (Нижний Аллагуват): 1 км,
- ближайшей ж/д станции (Стерлитамак): 55 км.

## Население
| 2002 | 2009 | 2010 |
| ---- | ---- | ---- |
| 205  | ↘183 | ↗184 |

Согласно переписи 2002 года, преобладающая национальность — башкиры (97 %).